# Treadmill Ridge
Treadmill Ridge är en ås i Kanada.   Den ligger på gränsen mellan provinserna Alberta och British Columbia, i den centrala delen av landet, 3 200 km väster om huvudstaden Ottawa.
Trakten runt Treadmill Ridge består i huvudsak av gräsmarker. Trakten runt Treadmill Ridge är nära nog obefolkad, med mindre än två invånare per kvadratkilometer.